# Хант, Брендан
Брендан Хант (англ. Brendan Hunt; род. 28 июня 1972, Чикаго, Иллинойс) — американский актёр и сценарист, который известен по ролям в фильмах «Мы — Миллеры» (2013) и «Несносные боссы 2» (2014), а также по озвучиванию двух персонажей в видеоигре Fallout 4 (2015). Он является одним из создателей ситкома Apple TV+ «Тед Лассо», а также сценаристом и постоянным участником актёрского состава (тренер Уиллис «Борода»).

## Ранние годы и образование
В 1996 году Хант окончил театральную программу в Университете штата Иллинойс. Там он выступил на Шекспировском фестивале в Иллинойсе и прошёл недельный мастер-класс под руководством актрисы Джудит Айви.

## Карьера
Получив театральное образование, Хант учился в The Second City в Чикаго, а затем отправился в Амстердам и присоединился к комедийной труппе Boom Chicago.

### Boom Chicago
С 1998 по 2008 года Хант был постоянным автором и исполнителем в комедийно-импровизационной труппе Boom Chicago. Хант был главным сценаристом и участником сатирической новостной программы Comedy Central News (CCN) на Comedy Central (Нидерланды), которую продюсировала Boom Chicago. В составе группы Хант выступал вместе с Джейсоном Судейкисом («Несносные боссы», «Мы — Миллеры», «Saturday Night Live»), Джорданом Пилом («Кей и Пил») и Сетом Мейерсом («Late Night with Seth Meyers», «Saturday Night Live»).
Пока Boom Chicago базировался в Амстердаме, они начали «комедийный обмен» с The Second City, выступавшими в их театре в Чикаго, штат Иллинойс, в 2003 году. Chicago Tribune отметила выступление Ханта в роли звезды футбола Роя Кина, назвав его «лучшим персонажем вечера».
Работая с Boom, Хант был соавтором и одним из главных героев двух шоу на Эдинбургском фестивале Фриндж: Iconic Yanks с Мейерсом и Here Comes the Neighborhood с Пилом.

### Five Years in Amsterdam
Вернувшись в Соединенные Штаты, Хант организовал персональную выступление, основанную на его пребывании в Нидерландах, под названием «Five Years in Amsterdam».
В своем выступлении Хант делает комедийный и трогательный взгляд назад на пять лет жизни в Европе в качестве американца. Среди рассматриваемых тем — отношения, наркотические излишества, опыт посещения фетиш-клуба и его чувства по поводу гимна Match of the Day и Алана Хансена. Он также вспоминает тяжелое детство с «отсутствующим отцом» и матерью-алкоголичкой.
В своей рецензии The Stage написал о шоу: «Каждая капля комедийного золота с любовью извлечена в великолепно созданное, непоколебимо честное и невероятно приятное целое» и назвал его «обязательным к просмотру» на Эдинбургском фестивале Фриндж.
Хант представил выступление на фестивале комедии 2007 года в Аспене, штат Колорадо. А также возил её с гастролями в The Second City в Чикаго, Upright Citizens Brigade в Нью-Йорке и iO West в Лос-Анджелесе.

### Sacred Fools
В 2007 году Хант присоединился к Sacred Fools Theater Company. В Sacred Fools он сыграл главную роль в мюзикле Savin' Up for Saturday Night, за которую получил премию Ovation Awards. В 2010 году Хант получил премию Ovation Awards в номинации «Лучший актёр мюзикла».

### Absolutely Filthy
В 2013 году Хант написал и был ведущим актёром в черной комедийной пародии на комикс Peanuts под названием Absolutely Filthy. Пьеса завоевала множество наград как в Лос-Анджелесе, так и в Нью-Йорке.
Хант создал своего главного героя, Беспорядок, на основе более старой версии персонажа Пиг-Пена, который теперь бездомный и пытается справиться со своим недавним разрывом с Потерявшей, которая основана на персонаже Peanuts Салли Браун. Место действия пьесы — воссоединение старой банды во время похорон Покойного (версия Чарли Брауна). По юридическим причинам в программке шоу персонажам были даны абстрактные имена, хотя на сцене их называют по их знакомым именам из Peanuts.
Чтобы проиллюстрировать свое облако пыли, Хант на протяжении всего шоу постоянно вращает обруч вокруг своего тела.
Идея пьесы пришла Ханту в голову, когда он танцевал в одиночестве во время фестиваля «Burning Man», и поднятая в результате пыль на восходе солнца напомнила ему о Пиг-Пене. Первоначально пьеса была создана как серия 10-минутных скетчей для Sacred Fools Theater Company в рамках их ночного шоу «Серийные убийцы». Ханта попросили превратить скетчи в единую пьесу.
Спектакль получил исключительно положительные отзывы, а газета The New York Observer написала, что он вызывает «выброс эндорфинов, сопровождающий смех до слез». Газета LA Weekly высоко оценила игру Ханта, назвав его «затмевающим всех».
Хант и пьеса также получили несколько наград. В 2013 году на фестивале Hollywood Fringe пьеса Absolutely Filthy была названа «Лучшей пьесой на грани» и «Лучшей комедией». На фестивале FringeNYC 2014 года пьеса получила три награды, включая актёрскую премию для Ханта, а также призы за общую игру и приз зрительских симпатий. Хант был номинирован в четырех категориях на премии LA Weekly Theater Awards 2014, получив главный приз в категориях «Лучшая мужская роль» и «Командный состав комедии».

### Фильмы, телевидение и игры
После ролей в эпизодах телесериалов «Рино 911!», «Парки и зоны отдыха», «Сообщество» и «Как я встретил вашу маму», Хант дебютировал в большом кино в роли «Скетчи Дюда» в фильме 2013 года «Мы — Миллеры», в котором также снимался его коллега по фильму Boom Chicago Джейсон Судейкис.
Хант сыграл роль в другом фильме с Судейкисом «Несносные боссы 2» (2014), сыграв члена группы по борьбе с сексуальной зависимостью.
Номинация на премию «Эмми» была среди достижений Ханта как постоянного исполнителя в телесериале «Кей и Пил». Наряду с появлением в нескольких скетчах, Хант был номинирован на 67-й церемонии вручения Прайм-тайм премии «Эмми» за выдающийся сценарий для специального выпуска «Variety». Номинация, вместе с Киганом-Майклом Кей, Джорданом Пилом и Ричем Таларико, была за специальный выпуск «Super Bowl».
В 2013 году Хант стал соавтором рекламной кампании Премьер-лиги для NBC Sports, в которой сам был помощником тренера «Тоттенхэм Хотспур» вместе с Судейкисом. Судейкис рассказал журналу GQ, что они оба провели годы в Амстердаме, играя в FIFA вместе до и после шоу. Рекламные ролики были названы вторым лучшим телевизионным футбольным скетчем по версии журнала Paste, написав: «Хотя Судейкис и гениален, невоспетым героем этих скетчей является Брендан Хант». Кампания получила бронзовую награду на церемонии вручения наград Sports Clio Awards 2014.
Хант был сценаристом и исполнителем роли в онлайн-комедийно-документальном сериале 2015 года «Спасибо и извините» для Google Play. Шестисерийный сериал представлял собой смесь комедийных зарисовок и реального взгляда на музыканта Джека Антоноффа и его гастроли с Bleachers.
В 2015 году Хант представил свой голос в качестве одного из главных диджеев в игре Fallout 4. Хант играет диджея Трэвиса на Diamond City Radio, чей монотонный голос отражает обстановку руин Бостона, ныне известного как Содружество. Хант также играет детектива Перри, которого можно увидеть на голозаписях.
Начиная с 2014 года Хант также проявил себя на детском и подростковом телевидении, сыграв в сериалах Disney Channel «Собака точка ком» и «Остин и Элли», а также в телесериале «Кирби Бакетс» на Disney XD.
Хант был одним из создателей телесериала «Тед Лассо» и появляется в качестве постоянного участника актёрского состава. Телесериал стартовал на Apple TV+ в 2020 году.
Он снялся в нескольких рекламных роликах, включая рекламу GEICO, Skittles, Oscar Mayer и Volkswagen.

### Другие проекты
На фестивале Hollywood Fringe 2016 года Хант дебютировал в моноспектакле Still Got It. В шоу Хант играет человека, который приходит в себя после неудачного тоста на свадьбе своего друга. Выступление Ханта было отмечено наградой за лучшее сольное выступление на фестивале Hollywood Fringe 2016 года.
В 2023 году Хант начал проводить своё сольное шоу The Movement You Need. В шоу Хант описывает свою встречу с Полом Маккартни и рассказывает о своем жизненном опыте, связанном с The Beatles.

## Фильмография
| Год       |    | Русское название                      | Оригинальное название                 | Роль                                                       |
| --------- | -- | ------------------------------------- | ------------------------------------- | ---------------------------------------------------------- |
| 2004      | ки | Call of Duty: Finest Hour             | Call of Duty: Finest Hour             | дополнительные голоса                                      |
| 2006      | ф  | День окончен                          | Day Is Done                           | худой бандит                                               |
| 2007      | с  | Дерек и Саймон: Шоу                   | Derek and Simon: The Show             | караоке-диджей                                             |
| 2009      | с  | Рино 911!                             | Reno 911!                             | футбольный хулиган                                         |
| 2010      | с  | Парки и зоны отдыха                   | Parks and Recreation                  | мужчина №3                                                 |
| 2010      | с  | Светлана                              | Svetlana                              | профессор Уинтроп                                          |
| 2011      | с  | Зик и Лютер                           | Zeke and Luther                       | Джонни Кинг                                                |
| 2011      | с  | Сообщество                            | Community                             | автостопщик                                                |
| 2012      | с  | Как я встретил вашу маму              | How I Met Your Mother                 | парень-хот-дог                                             |
| 2012—2015 | с  | Кей и Пил                             | Key & Peele                           | пират-стрижник/подозреваемый/клоун/жуткий парень в фургоне |
| 2013      | с  | Мост                                  | The Bridge                            | сотрудник морга                                            |
| 2013      | ф  | Мы — Миллеры                          | We're the Millers                     | чувак Скетчи                                               |
| 2014      | с  | Собака точка ком                      | Dog with a Blog                       | Билл                                                       |
| 2014—2016 | с  | Остин и Элли                          | Austin & Ally                         | Спайк Стивенс                                              |
| 2014      | ф  | Несносные боссы 2                     | Horrible Bosses 2                     | Член группы по борьбе с сексуальной зависимостью           |
| 2015      | с  | Кирби Бакетс                          | Kirby Buckets                         | главный клоун                                              |
| 2015      | ки | Fallout 4                             | Fallout 4                             | Трэвис Майлз/Фрэнсис Перри                                 |
| 2016      | с  | Сын Зорна                             | Son of Zorn                           | Эрик                                                       |
| 2017      | с  | Начальница                            | Girlboss                              | Фредерик                                                   |
| 2017      | с  | Без обязательств                      | Casual                                | Рич                                                        |
| 2017      | с  | Адам портит всё                       | Adam Ruins Everything                 | инструктор/профессор Лойаконо                              |
| 2017      | ки | Final Fantasy XV                      | Final Fantasy XV                      | дополнительные голоса                                      |
| 2017      | ф  | Происшествие монументального масштаба | A Happening of Monumental Proportions | Кайл                                                       |
| 2019      | с  | Под одной крышей                      | Cousins for Life                      | Майлс                                                      |
| 2019      | с  | Благослови этот бардак                | Bless This Mess                       | Франк                                                      |
| 2020—2023 | с  | Тед Лассо                             | Ted Lasso                             | тренер «Борода»                                            |
| 2022      | ки | FIFA 23                               | FIFA 23                               | тренер «Борода»                                            |

## Награды и номинации
| Список наград и номинаций | Список наград и номинаций        | Список наград и номинаций | Список наград и номинаций      | Список наград и номинаций | Список наград и номинаций |
| Год                       | Премия / Кинофестиваль           | Категория | Номинированная работа          | Результат                 | Прим.                     |
| ------------------------- | -------------------------------- | --- | ------------------------------ | ------------------------- | ------------------------- |
| 2010                      | Ovation Awards                   | Ведущий актёр в мюзикле | Savin' Up for Saturday Night   | Победа                    | [ 8 ]                     |
| 2014                      | LA Weekly Theater Award          | Комедийный ансамбль | Absolutely Filthy              | Победа                    | [ 13 ]                    |
| 2014                      | LA Weekly Theater Award          | Лучшая мужская роль | Absolutely Filthy              | Победа                    | [ 13 ]                    |
| 2014                      | LA Weekly Theater Award          | Мужское комедийное представление | Absolutely Filthy              | Номинация                 | [ 13 ]                    |
| 2014                      | LA Weekly Theater Award          | Сценарий | Absolutely Filthy              | Номинация                 | [ 13 ]                    |
| 2014                      | FringeNYC Awards                 | Актёрское мастерство | Absolutely Filthy              | Победа                    | [ 12 ]                    |
| 2015                      | Прайм-тайм премии «Эмми»         | Премия «Эмми» за лучший сценарий для специального развлекательного шоу (совместно с Киган-Майклом Кей, Джорданом Пилом и Ричем Таларико) | Key & Peele Super Bowl Special | Номинация                 | [ 14 ]                    |
| 2016                      | Hollywood Fringe Festival Awards | Сольное выступление | Still Got It                   | Победа                    | [ 23 ]                    |
| 2021                      | Премия Гильдии сценаристов США   | Лучший сценарий в комедийном телесериале                                                                                                 | Тед Лассо                      | Победа                    | [ 25 ]                    |
| 2021                      | Премия Гильдии сценаристов США   | Лучший сценарий в новом телесериале | Тед Лассо                      | Победа                    | [ 25 ]                    |
| 2021                      | Премия Гильдии продюсеров США    | Лучший комедийный эпизод | Тед Лассо                      | Номинация                 | [ 26 ]                    |
| 2021                      | Премия Гильдии киноактёров США   | Лучший актёрский состав в комедийном сериале                                                                                             | Тед Лассо                      | Номинация                 | [ 27 ]                    |
| 2021                      | Прайм-тайм премии «Эмми»         | Лучший комедийный сериал | Тед Лассо                      | Победа                    | [ 28 ]                    |
| 2021                      | Прайм-тайм премии «Эмми»         | Лучшую мужскую роль второго плана в комедийном телесериале                                                                               | Тед Лассо                      | Номинация                 | [ 28 ]                    |
| 2021                      | Прайм-тайм премии «Эмми»         | Лучший сценарий комедийного телесериала                                                                                                  | Тед Лассо                      | Номинация                 | [ 28 ]                    |
| 2022                      | Прайм-тайм премии «Эмми»         | Лучший комедийный сериал | Тед Лассо                      | Победа                    | [ 29 ]                    |
| 2022                      | Премия Гильдии киноактёров США   | Лучший актёрский состав в комедийном сериале                                                                                             | Тед Лассо                      | Победа                    | [ 30 ]                    |
| 2023                      | Прайм-тайм премии «Эмми»         | Лучший комедийный сериал | Тед Лассо                      | Номинация                 | [ 29 ]                    |
| 2023                      | Прайм-тайм премии «Эмми»         | Лучший сценарий комедийного телесериала                                                                                                  | Тед Лассо                      | Номинация                 | [ 29 ]                    |
| 2023                      | Премия Гильдии киноактёров США   | Лучший актёрский состав в комедийном сериале                                                                                             | Тед Лассо                      | Номинация                 | [ 31 ]                    |